# بورونجا
بورنجا هي مدينة في السودان في أقصى الغرب.